# Ditha latimana
Espèce
Synonymes
- Paraditha latimana Beier, 1931

Ditha latimana est une espèce de pseudoscorpions de la famille des Tridenchthoniidae.

## Distribution
Cette espèce est endémique de Tanzanie.

## Publication originale
- Beier, 1931 :  Zur Kenntnis der Chthoniiden (Pseudoskorpione). Zoologischer Anzeiger, vol. 93, p. 49-56.